# اولگا لونووا
اولگا لونووا (انگلیسی: Olga Lounová؛ زادهٔ ۷ مارس ۱۹۸۱) خواننده-ترانه‌پرداز، موسیقی‌دان و هنرپیشه اهل جمهوری چک است. وی از سال ۲۰۱۰ میلادی تاکنون مشغول فعالیت بوده‌است و با همسرش یان کِرِگل، دختری به نام آریان دارد.
از فیلم‌ها یا مجموعه‌های تلویزیونی که وی در آن‌ها نقش داشته است، می‌توان به بتی بی‌ریخته اشاره نمود.